# 맨발의 꿈
"맨발의 꿈"(A Barefoot Dream)은 김태균 감독의 2010년 영화이다. 동티모르의 아이들에게 축구를 가르친 김신환 전 축구선수의 이야기를 바탕으로 김태균 감독이 동티모르 현지에서 찍은 영화이다. 2010 남아공 월드컵을 앞두고 한국에서 개봉되었다.

## 줄거리
원광(박희순)은 축구를 그만둔 뒤 하는 일마다 꼬여만간다. 수차례 사업실패를 거듭하다 인도네시아 원목사업에 손을 대지만 그것마저 실패한다. 축구선수였던 그를 기억하는 기자(김서형)와 이야기를 나누던 중 현지 TV에 나오는 뉴스를 보게된다. 평화유지군으로 동티모르에서 활동하는 한국군 관련소식이었다. 원광은 무작정 동티모르로 향한다. 그곳 공항에서 사기꾼 제임스(조진웅)를 만난다. 제임스는 커피사업을 제의하는데 알고 봤더니 제임스는 한국동포를 상대로 사기를 일삼는 자. 다행히 동티모르 주재 한국대사관의 서기관 인기(고창석) 덕택에 사기 피해를 면한다. 외교관인 인기는 이곳 동티모르에서는 한국인에겐 사업거리가 전혀 없다며 귀국을 권하지만, 원광은 맨땅에서 맨발로 축구를 하는 아이들을 보면서 새로운 사업아이템을 떠올린다. 스포츠상점을 열어 짝퉁 축구화와 유니폼을 팔기 시작한다. 하지만 너무나 가난한 동티모르의 아이들에게는 그림의 떡일 뿐이다. 원광을 좌절시키는 것은 가난하고 불안정한 동티모르의 정세뿐만 아니다. 항상 실패만 해온 자기 인생에서 한번 쯤은 끝을 보고 싶다는 생각을 품는다. 그는 동티모르 아이들에게 축구를 가르치기 시작하며 그들에게 꿈을 불어넣기 시작한다.

## 출연진
- 박희순 김원광 역 (전직 축구선수, 지금은 동티모르의 한국인 축구감독)
- 고창석 박인기 역 (동티모르 주재 한국대사관 서기관)
- 시미즈 케이 도죠 역 (자동차 매매사업가)
- 임원희 풍 감독 역(원광의 전 동료, 현재는 중학교 축구감독) 특별출연
- 김서형 유보현 기자 역 (원광이 처한 소식을 한국에 전한다)
- 조진웅 제임스 역 (한국계 호주인 사기꾼)
- 프란시스코: 라모스 역
- 페르디난도: 모따비오 역
- 주니오르: 뚜아 역
- 마리나: 조세핀 역
- 신철진 신영훈 역
- 도용구 오 대사 역

## 제작진
- 감독: 김태균
- 촬영감독: 정한철
- 조명감독: 박건우
- 제작: (주)캠프비 쇼박스(주)미디어플렉스

## 영화정보
- 크랭크인: 2009년 11월 1일
- 크랭크업: 2010년 1월 26일
- 시사회: 2010년 5월 26일 오후 서울 메가박스 동대문점에서 기자시사회가 진행되었다. 이날 시사회에는 김태균 감독과 두 주연배우 박희순, 고창석, 그리고 영화에 출연했던 동티모르 소년소녀가 참석하였다.
- 현 동티모르 총리인 샤나나 구스망이 이 영화에 카미오로 출연한다. 히로시마 국제유소년 축구대회에 참가한 동티모르 선수의 라디오 중계방송을 집무실에서 들으며 환호하는 모습을 몇 차례 보여준다. 시합당시 샤나나 구스망은 동티모르 대통령으로 집무했었다.
- 영화에는 관련된 기업(기관)명칭이 실명으로 등장한다. 히로시마 국제유소년 축구대회 초청장을 받고도 항공료가 없어 출국을 못한다는 소식을 전하는 기자와 언론사(통신사)는 연합뉴스가 나오고, 항공료를 부담하는 기업으로는 베이직하우스가 뉴스기사로 등장한다. 히로시마 축구경기장면에서 베이직하우스 광고판이 노출되기도 한다.
- 이 영화는 미국 뉴욕의 유엔본부에서 시사회를 가졌다. 각국 유엔대표부 대사 및 직원, 유엔 주재 각국 특파원, 유엔본부 직원 등 300여 명이 참석하였다. 제작자인 쇼박스 유정훈 최고경영자, 박인국 주유엔대표부 대사, 소피아 보르지스 동티모르 주유엔대표부 대사, 김태균 감독, 주인공 박희순이 참석하였다.[1]